# Mimoclystia euthygramma
Mimoclystia euthygramma är en fjärilsart som beskrevs av Louis Beethoven Prout 1921. Mimoclystia euthygramma ingår i släktet Mimoclystia och familjen mätare. Inga underarter finns listade i Catalogue of Life.